# El nadó en cap
El nadó en cap (títol original: The Boss Baby) és una pel·lícula estatunidenca d'animació per ordinador produïda per DreamWorks Animation i dirigida per Tom McGrath. Es va estrenar al Festival Internacional de Cinema de Miami el 12 de març del 2017, i va ser doblada al català el 12 d'abril del mateix any. Fou nominada com a millor pel·lícula d'animació als Oscar, als Premis Annie i als Globus d'Or, però no guanyà cap dels premis.
Netflix n'estrenà una sèrie de televisió el 2018, titulada The Boss Baby: Back in Business, i se n'estrenà una seqüela als cinemes, El nadó en cap: Negocis de família, el 2 de juliol del 2021.

## Argument
La vida d'en Tim, de set anys, canvia de sobte quan arriba el seu nou germà, un nadó preciós que fa que als seus pares els caigui la bava. Quan tothom dorm, en Tim espia el menut i descobreix que és un nadó peculiar que porta vestit, maletí i que pot parlar: és, en realitat, un espia. Aviat es fa amo de la casa, cosa que a en Tim no li fa gaire gràcia. Els dos germans hauran d'unir esforços per a aturar els plans diabòlics del director general de Puppy Co.